# Skrižanj Veli
Skrižanj Veli je nenaseljeni otok u južnom dijelu Kornatskog otočja, oko 1 km sjeveroistočno od južnog kraja Kurbe Vele. Najbliži otok je Kurba Vela, 560 metara sjeveroistočno. Obližnji otok je i Mrtovnjak (830 m sjeveroistočno), a Skrižanj Mali je samo 50 metara sjeverozapadno, odvojen plitkim kanalom. 
Površina otoka je 0,077 km2, duljina obalne crte 1429 m, a visina 18 metara.

## Vanjske poveznice
|  | Zajednički poslužitelj ima još gradiva o temi Skrižanj Veli |